# Yume Nikki
Yume Nikki (ゆめにっき, Diário de Sonhos) é um jogo japonês de surrealismo e aventura criado pelo(a) desenvolvedor(a) Kikiyama. O jogador explora os sonhos da protagonista chamada Madotsuki, onde encontra diversas criaturas e elementos de horror surrealistas. Yume Nikki foi criado usando o RPG Maker 2003, mas carece da maioria dos elementos comumente associados a jogos de RPG, como batalha, missões e níveis. O objetivo principal do jogo é coletar itens conhecidos como "efeitos" que concedem a Madotsuki novas habilidades e permitem que o jogador avance para novas áreas, com o jogo terminando após 24 deles terem sido coletados.
A versão inicial foi lançada gratuitamente em junho de 2004 com atualizações subsequentes ao longo do tempo, a última ocorrendo em 2007. Apesar de receber pouca atenção inicialmente, conquistou um vários fãs desde seu lançamento e foi citado como influência em outros jogos. O jogo foi posteriormente lançado no Steam pela editora Playism em janeiro de 2018. Um reboot 3D, Yume Nikki: Dream Diary, foi lançado no mês seguinte. Além disso, uma adaptação em mangá e vários fangames inspirados nele também foram lançados.

## Jogabilidade
O jogador controla uma garota chamada Madotsuki (窓付き) em seu apartamento, que é a única área que ela pode explorar quando acordada. Madotsuki balança a cabeça em recusa se o jogador a orienta a sair.
Depois que Madotsuki adormece, ela começa a sonhar. Os sonhos de Madotsuki são semelhantes ao seu lar, exceto que ela é capaz de sair da sala. Isso leva Madotsuki a um Nexus de 12 portas, cada uma levando a um mundo diferente. Esses 12 mundos, por sua vez, se conectam a uma série de outros mundos, formando uma grande e expansiva área para se explorar. O objetivo do jogo é que Madotsuki navegue nesses mundos surrealistas para obter 24 itens conhecidos como "efeitos".
Para concluir o jogo, deve-se soltar todos os efeitos, (pressionar 5 enquanto usando um efeito fará o efeito ser removido de seu inventário e aparecer na forma de um ovo que se pode interagir para ser resgatado) na sala do Nexus. Em seguida deve-se acordar e se dirigir à sacada do quarto do Mundo Real de Madotsuki, onde o jogador poderá subir em uma escada e de lá pular para seu fim. Não há maneira alguma de conseguir um game over no jogo, embora existam inimigos na forma de NPCs que podem teleportar o jogador para áreas inescapáveis, forçando-os a acordar pressionando 9 ou a usar um efeito específico, (Medamaude) para voltar ao Nexus.

## Lançamento e recepção
Originalmente um jogo pouco conhecido que se tornou popular no fórum japonês 2channel, Yume Nikki ganhou seguidores fora do Japão depois que uma tradução não oficial para o inglês foi lançada. 
O primeiro lançamento público do jogo ocorreu em 26 de junho de 2004, incompleto, como uma prévia de demonstração. Cada versão seguinte, de 0.01 a 0.09, acrescentou novos recursos e conteúdo progressivamente, junto com diversas correções de bugs. A versão mais recente, 0.10, apresentava correções gerais de bugs e foi disponibilizada em 1º de outubro de 2007. O jogo foi posteriormente lançado no Steam pela editora Playism em 10 de janeiro de 2018.
O designer de jogos independente Derek Yu criticou positivamente o jogo, comparando seu tema visual com EarthBound e declarando: "A falta de diálogo ou qualquer ação me preenche com essa estranha sensação de pavor".  Jenni Lada, da Gamertell, pontuou o jogo em 85 de 100.  Ela elogiou a premissa única, o estilo artístico distinto e a jogabilidade abstrata que lembra uma "experiência de mundo dos sonhos". Lada notou a geometria das áreas de sonho, que permitem andar em círculos e prender-se e salas sem saída, descobrindo que isso poderia ser "torturante e confuso". Embora ela tenha alertado que não será do gosto de todos devido às "imagens obscuras ou gráficas" e tenha achado o final decepcionante, ela concluiu que Yume Nikki valia a pena experimentar. John Jackson do Kotaku elogiou o jogo por seu cenário etéreo de sonho e sua mecânica de jogo não linear, afirmando: "De todos os jogos sobre sonhos, este é provavelmente o que mais se aproxima de se parecer com um real". Ele prossegue argumentando que as limitações do jogo e a arquitetura vasta e indefinível força o jogador a questionar seus arredores e o significado das menores ações e eventos que os confrontam.
O jogo inspirou um grande número de fangames com um estilo de jogo semelhante, como Yume 2kki e .flow. A estrutura do jogo também foi uma grande influência em Lisa the First, a predecessora de Lisa: The Painful, OneShot e até mesmo Undertale.

## Outras mídias
Vários produtos baseados no jogo foram lançados sob a marca "Project Yume Nikki". O jogo foi adaptado para um mangá e uma light novel.
A light novel é intitulada Yume Nikki: Anata no Yume ni Watashi wa Inai e foi escrita por Akira.
O mangá foi ilustrado por Hitoshi Tomizawa e publicado em série na revista de mangá online de Takeshobo, intitulada Manga Life Win +, de maio de 2013 a março de 2014.
Um álbum de vocaloid, intitulado Yume Nikki no Tame no Waltz foi lançado em 27 de abril de 2013.  Uma trilha sonora oficial de dois volumes, com todas as faixas originais do jogo e dez arranjos do grupo doujin INFINITY∞, foi publicada no Japão pela Glaive Music em 31 de agosto de 2014. Uma versão de dois volumes da trilha sonora também foi lançada no iTunes e Amazon Music em 2014. Uma versão em aplicativo do minijogo Nasu, encontrado no quarto de Madotsuki, foi lançada para dispositivos iOS e Android em novembro de 2013.
Um reboot 3D do jogo, chamado Yume Nikki: Dream Diary, foi lançado para Windows em 23 de fevereiro de 2018. Foi desenvolvido pela Active Gaming Media sob supervisão e cooperação de Kikiyama, apresentando alguns conceitos de design não utilizados do jogo original. Após uma contagem regressiva de duas semanas, ele foi revelado no site da Kadokawa Corporation seguindo o lançamento do Yume Nikki original no Steam. Também foi lançado para  Nintendo Switch em 21 de fevereiro de 2019.